# داء التعرق
 مرض التعرق ، المعروف أيضًا باسم  مرض التعرق الإنجليزي ، مرض غامض وشديد الضراوة ضرب إنجلترا ثم أوروبا في وقت لاحق، في سلسلة من الأوبئة في بدأت عام 1485. ثم عاود الظهور عام 1551، وبعد ذلك اختفى هذا المرض. كان أعراضه مثيرة ومفاجئة، وتؤدي للوفاة في كثير من الأحيان في غضون ساعات. لم تعرف أسبابه حتى الآن، ويشتبه أنه كان بسبب فيروس هانتا.

## العلامات والأعراض
كان جون كايوس طبيبًا ممارسًا في شروزبري في عام 1551، عندما انتشر الوباء هناك، فكتب كتابًا عُرف باسم (التعرق) وصف فيه أعراض وعلامات المرض، ويعتبر هذا الكتاب المصدر التاريخي الرئيسي الذي تعرفنا من خلاله على هذا المرض، وبحسب الوصف الذي ورد في هذا الكتاب تحدث الأعراض على النحو التالي: تبدأ الأعراض فجأة بشعور من الخوف والقلق، يتبعه رعشات باردة، ودوار، وصداع، وآلام شديدة في الرقبة والكتفين والأطراف، مع تعب وإرهاق شديد. قد تستمر المرحلة الباردة من المرض من نصف ساعة إلى ثلاث ساعات، وبعدها تبدأ مرحلة ارتفاع الحرارة والتعرق. يحدث تعرق غزير ومفاجئ دون أي سبب واضح، ويترافق التعرق مع الشعور بالحرارة والصداع والهذيان وسرعة النبض والعطش الشديد، ومن الأعراض الشائعة أيضًا الخفقان وألم الصدر. لم تظهر أي بثور أو آفات جلدية، وفي المراحل الأخيرة يحدث إرهاق عام ورغبة ملحة في النوم وسبات. تستمر الأعراض عادة ليوم واحد وتنتهي بالشفاء أو الموت. يميل المرض إلى الحدوث في الصيف وأوائل الخريف غالبًا.

## الانتقال
بقي داء التعرق لغزًا، بسبب عدم وجود أدلة وأبحاث كافية عنه في الأعمال المكتوبة. أطلق الفلاحون وسكان الريف البريطاني أسماء متنوعة على هذا المرض تشير إلى احتمال أنه كان ينتشر بين الأغنياء وفي المدن بشكل أشيع بكثير.
يُعتقد أيضًا أن الحضور الجماهيري الكبير لحفل تتويج هنري السابع في لندن قد زاد بشكل كبير من انتشار هذا المرض.

## السبب
قد يكون سبب داء التعرق هو الجانب الأكثر غموضًا في هذا المرض. اعتقد الأطباء في ذلك الوقت أن مياه الصرف الصحي، والمياه الملوثة كانت المصدر الرئيسي للعدوى. حدث أول انتشار مؤكد للمرض في أغسطس 1485 في نهاية حروب الوردتين، ما أدى إلى تكهنات بأن الوباء انتقل مع المرتزقة الفرنسيين الذين استخدمهم هنري تيودور للاستياء على العرش الإنجليزي، ولكن دراسات حديثة تقترح أن الوباء قد تفشى قبل ذلك في مدينة يورك في يونيو 1485، أي قبل وصول جيش تيودور، لكن السجلات التي تتحدث عن أعراض الوباء الذي انتشر في يورك غير مؤكدة. تذكر بعض الوثائق التاريخية أن توماس ستانلي، إيرل ديربي الأول، استخدم مرض التعرق كذريعة لعدم الانضمام إلى جيش ريتشارد الثالث قبل انتصار تيودور على ريتشارد في معركة بوسورث خلال حرب الوردتين.
اقتُرح أيضًا أن الحمى الراجعة، وهو مرض ينتشر عن طريق القراد والقمل، قد تكون سببًا محتملًا للوباء، لكن مرض الحمى الراجعة يتميز بقشرة سوداء بارزة تظهر في موقع لدغة القراد وطفح جلدي لاحق في نفس المكان.
لاحظ العديد من الباحثين اليوم أن الأعراض المذكورة في السجلات تتشابه إلى حد كبير مع أعراض متلازمة فيروس هانتا الرئوية، وهذا ما قد يشير إلى أن داء التعرق قد يكون حدث بسبب عدوى فيروس هانتا.
تشير أوجه التشابه المحددة بين داء التعرق الإنجليزي والأمراض التي تسببها أنواع مختلفة من فيروس هانتا إلى أن فيروس هانتا قد يكون سبب داء التعرق. تسبب فيروسات هانتا أمراضًا حيوانية المصدر تنقلها الخفافيش والقوارض والعديد من الحشرات، وهناك دلائل تشير إلى أن مرض التعرق الإنجليزي قد يكون انتقل عن طريق القوارض. وتشمل الأدلة على ذلك الانتشار الموسمي للمرض، واختلاف حدة الانتشار عدة مرات في السنة، والحالات العرضية التي تحدث بين الجائحات الكبرى، إذ تظهر كل الأمراض الأخرى التي تنقلها القوارض اتجاهات مماثلة. لكن الأمراض التي تسببها فيروسات هانتا لا تنتقل بين البشر عادة بنفس الطريقة التي انتشر من خلالها داء التعرق.